# Sarbat Khalsa
Sarbat Khalsa est un terme du sikhisme qui signifie: « Tous du Khalsa », et qui est en fait un slogan qui dénomme tous les croyants sikhs entrés dans la fraternité du Khalsa. Sarbat vient du sanskrit sarva qui se traduit: l'ensemble, l'entier. L'injonction religieuse a d'abord historiquement été dite en temps de guerre contre les Moghols au XVIIIe siècle en Inde. Ces deux mots étaient le nom que portait une assemblée de sikhs qui prenaient des décisions pour la communauté alors en mouvement à cause des combats. À l'époque Sarbat Khalsa est devenu presque une institution. Le temps aidant d'autres organismes ont vu le jour pour diriger la communauté répartie sur la Terre. Des efforts ont été faits ces dernières années pour que ce mouvement perdure.
Dans un sens plus mystique, plus théologique, le Sarbat Khalsa est la conscience intégrée de tout le peuple sikh, comme il est décrit pages 460, 1314, et 1335 du Livre Saint, le Guru Granth Sahib.